# Ask Elklit
 Der er for få eller ingen kildehenvisninger i denne artikel, hvilket er et problem. Du kan hjælpe ved at angive troværdige kilder til de påstande, som fremføres i artiklen.

Ask Elklit (født 13. august 1947) er en dansk psykolog og professor i klinisk psykologi ved Institut for Psykologi på Syddansk Universitet. Han er autoriseret psykolog, samt specialist og supervisor i både psykoterapi og psykotraumatologi.
Han er student fra Randers Statsskole (1966) og cand. psych. fra Københavns Universitet (1972). Fra 1973 til 2009 var han ansat på Institut for Psykologi på Aarhus Universitet, først i pædagogisk psykologi og derefter i klinisk psykologi. I 2003 blev han professor i klinisk psykologi samme sted. I 2009 flyttede han til Syddansk Universitet for at oprette et Videnscenter for Psykotraumatologi, som skulle en være faglig attraktion for det kommende Institut for Psykologi, der blev oprettet i 2010.
Siden 1985 har Elklit arbejdet med psykotraumatologi, og han er den person, der har haft den største betydning for dette fags udvikling i Danmark. Gennem talrige artikler og undersøgelser har han formået at skabe opmærksom om traumeområdet og forekomsten af PTSD blandt fagfolk og i befolkningen. Han har engageret sig i at forsvare den psykologiske kriseintervention, der i forbindelse med sygesikringsordningen ofte blev angrebet siden den blev indført i 1994. Elklit har samtidig været aktiv for at undervise psykologer og andre faggrupper i psykotraumatologi, som adskilte sig radikalt fra den tidlige kriseintervention, som blev praktiseret herhjemme siden 1970. Han har været med til at oprette den psykologiske specialistuddannelse i psykotraumatologi og siddet i fagnævnet for uddannelsen.
Elklit har lavet langt over 100 undersøgelser indenfor traumeområdet, som omfatter studier indenfor vold, sygdom, børn, arbejdslivet, katastrofer, veteraner, flygtninge, kultur, køn og rehabilitering. De første studier var ofte kortlæggende prævalensstudier for at gøre opmærksom på de mange traumatiserede med PTSD, som ofte blev overset af institutioner. Senere kom der en række studier af medierende faktorer, som forklarer udviklingen og vedligeholdelsen af PTSD. Siden har han engageret sig i undersøgelser af strukturen af PTSD, akut stressforstyrrelse og kompleks PTSD gennem 25 studier. Dette arbejde har bidraget til udformningen af de smalle, generiske diagnoser for PTSD og kompleks PTSD i WHO’s diagnoseliste ICD-11 fra 2018, som er konstrueret for øge den kliniske nytteværdi.
I slut 90’erne var Elklit med til at oprette det første danske center for voldtægtsofre på Århus Kommunehospital (i dag Skejby/Aarhus Universitetshospital) og frem til 2015 var han med i styregruppen for centeret og fik gennemført mere end 20 studier af voldtægtsofre og de fysiske, psykiske og sociale konsekvenser af voldtægten. I starten af 00’erne engagerede han sig i at udvikle en særlig assessment model i Incestcenter Fyn, hvor behandlingen bliver monitoreret af resultaterne af testene, der hviler på et psykodynamisk, diagnostisk grundlag. Forarbejdet til denne model var en omfattende validering af MCMI-III, som Elklit gennemførte over en fireårig periode og som omfattede mere end 2300 personer. I tre omgange har han for Socialstyrelsen evalueret de regionale centre for seksuelt misbrug, som alle bruger den samme assessment model. Centrene har et tæt samarbejde med Videnscenteret for Psykotraumatologi, der løbende monitorerer effekten af deres behandling og iværksætter nye undersøgelser for at udvikle behandlingen.
Op gennem 00’erne stod han i spidsen for at gennemføre epidemiologiske studier af traumeeksponering og forekomsten af PTSD blandt unge i sidste del af folkeskolen. Undersøgelserne foregik i ti forskellige lande og har vist, at traumeeksponeringen lige så høj blandt de unge som hos de voksne. Forekomsten af PTSD og andre traumereaktioner varierer imidlertid meget fra land til land.
Elklit har undersøgt følgevirkningerne af flere danske katastrofer: Scandinavian Star (1990), eksplosionsulykken på Lindø (1994) og fyrværkerifabriksbranden i Seest i 2004. Sidstnævnte undersøgelse omfattede både beboerne, redningsmandskabet og børnene, for hvem der blev gennemført et omfattende behandlingsprogram. Elklit har også taget initiativ til flere undersøgelser af katastrofeofre på Island (snelaviner og jordskælv) og samarbejdet med forskere i Malaysia og Indien om undersøgelse af tsunamiofre og ofre for mudderskred. Togulykken på Storebælt i 2019 er også blevet genstand for en undersøgelse.
Gennem 10’erne har Elklit i samarbejde med SFI/Vive og irske kollegaer gennemført en række analyser af unge, der blev interviewet om fysiske, seksuelle, psykologiske overgreb og traumer i barndommen og ungdommen. Disse studier kombineret med registeroplysninger har givet en vigtig viden om risikofaktorer for forskellige slags overgreb og de mange forskelligartede, langsigtede følgevirkninger indenfor de somatiske, psykologiske og sociale områder.
Siden 2012 har Elklit været optaget af, hvordan man undersøger traumatiseringsgraden hos mindre børn. Det har resulteret i et større udviklingsarbejde, som stadig er i gang, og som omfatter diagnostiske interviews, tegneserietest (Thomas) og en særlig stem-story teknik, der anvender et dukkehus (Odense Child Trauma Screen). Testene bruges bl.a. i de danske regionale børnehuse, som undersøger de psykiske skader hos børn udsat for mishandling. Testene bruges i dag i flere lande, herunder Grønland.
Elklit har haft flere forskningsophold i udlandet – på universiteterne i Tel Aviv (hos Zahava Solomon), Miami (Theodore Millon), Tblisi og Gulu. Sidstnævnte sted har han deltaget i et selvmordsforbyggende projekt blandt den lokalbefolkning, som har lidt under Lord Resistance Movement’s hærgen.
Elklit blev i 2013 tildelt Fynske Mediers Forskningspris og i 2019 Dansk Psykologforenings Seniorforskningspris Arkiveret 23. september 2020 hos  Wayback Machine, der blev uddelt for første gang. Han har også været det første danske rådsmedlem i European Society for Traumatic Stress Studies (ESTSS), hvor han var med i to perioder, og præsident for den 15. ESTSS konference, som blev afholdt på SDU I Odense i 2017. Han var med til at starte tidsskriftet, European Journal of Psychotraumatology, som udsprang af ESTSS’ arbejde.
Elklit har en publikationsliste på 800 arbejder og præsentationer.